# Женевская конвенция по фонограммам
Конвенция по охране интересов производителей фонограмм от незаконного воспроизводства их фонограмм (англ. Convention for the Protection of Producers of Phonograms Against Unauthorized Duplication of Their Phonograms) — межгосударственная конвенция, которая предусматривает обязанность каждого из Договаривающихся государств охранять интересы производителя фонограмм, являющегося гражданином другого Договаривающегося государства. Конвенция запрещает изготовление дубликатов фонограмм без согласия производителя, а также ввоз и распространение таких дубликатов с целью их распространения для всеобщего сведения.
Административные функции Конвенции осуществляются Всемирной организацией интеллектуальной собственности совместно с Международной организацией труда и Организацией Объединенных Наций по вопросам образования, науки и культуры (ЮНЕСКО).
По состоянию на 2022 год участниками являются 80 государств. Российская Федерация присоединилась к Конвенции 13 марта 1995 года.